# ダンジョン (雑誌)
ダンジョン・アドベンチャーズ (Dungeon Adventures)、あるいは単にダンジョン (Dungeon)は、ロールプレイングゲーム、特にダンジョンズ&ドラゴンズ の顧客を対象とした雑誌。

## 概要
当初は1986年にTSR社から隔月刊定期刊行誌として出版された。2003年5月からは月刊となったが、2007年9月に通巻150号で印刷物としての出版は終了された。姉妹誌は、より広く読まれたドラゴン 誌であった。両誌は現在、ウィザーズ・オブ・ザ・コーストによりネットワーク上で出版されている。
各号には単体で使用できる脚本が準備され、テストプレイ済みのシナリオ―しばしば「モジュール」と呼ばれる（現在ではより一般的には「アドベンチャー」あるいは「シナリオ」と呼ばれる）―が掲載されていた。ゲームマスター達はこれらのアドベンチャーを、各自のプレイヤー・グループでそのまま使用するか、あるいは自分達のキャンペーンセッティングに適合するように改変することもできた。アイデア、仕掛け、プロット、敵対者、クリーチャー、イラスト、地図、ハンドアウト、キャラクターの台詞など全てを補完することにより、ダンジョン誌は、ゲームマスターがプレイヤー達のためにゲームセッションの準備をするための手間を減らすことを目標とした。そして、各号にいくつかのモジュールが掲載されていた割には、標準的な構成のモジュールと比べて際立った安さであったことが、恐らく人気が長く続いた理由の1つである。

## TSR
ダンジョン・アドベンチャーズ はドラゴン 誌107号（1986年3月）の編集者コラムで初めて言及された。その時点ではタイトルは未定で、「モジュールがいっぱいの新雑誌」、「定期購読でのみ」入手可能、1986年の「晩夏あるいは初秋」に発刊、「2ヶ月に1回発行」と記載された。

この雑誌の最初の編集長であるロジャー・E・ムーアは、後にこの基本要綱について詳しく述べた。
ダンジョン・アドベンチャーズ は、あなた達（読者）があなた達自身のAD&D やD&D ゲーム用のアドベンチャーやシナリオを、多数のファンタジー・ゲームの愛好家達と共有するための、TSR社が出版する新たな定期刊行誌だ。各号には多数のかなり短い（ただししばしば非常に複雑で長く遊べる）、我々が入手可能な中で最も良いものから選び抜いたモジュールを提供する。
あなた達はどのような種類のアドベンチャーを望むのだろうか？　我々は可能な限り幅広い題材を提供するつもりである。ダンジョン潜り、荒野での野営、オリエンタル・アドベンチャーズ のモジュール、ソロクエスト、トーナメント企画、バトルシステム のシナリオ、等々だ。
ダンジョン：TSR製ロールプレイングゲーム用のアドベンチャー 創刊号は何月号かが印刷されていなかったが、2号の表紙には「1986年11月／12月号」と印刷されており、またムーアはそれがドラゴン 誌の11月号より前に発売されていたと述べたこの雑誌はアマチュア、プロ両方のファンタジー・ロールプレイング執筆者達による、64ページの簡潔なD&DやAD&Dゲーム用の様々な長さ、主題、基調を持つアドベンチャーで構成されていた。
ダンジョン・アドベンチャーズ の創刊と関連して、ケン・ロルストンはドラゴン 誌125号（1987年9月）に短い論評を記した。モジュール自体に関しては彼は「多数で愉快で、D&D ゲームの基本的な面白さに満ちている」と述べ、それらが彼に「ゲーム大会や昔のモジュールを遊んだときに出会った選りすぐりのゲームセッション」を思い出させた、と述べた。ロルストンは更にアンソロジー形式について、そのため執筆者たちが「素晴らしい小篇を発表」することを可能とし、「新人に良い訓練の場」を提供し、「風変わりな主題と基調を実験する機会」を与えた、とコメントした。「洗練されたゲーマーならいくつもの冷笑の種を見いだすかもしれないが、なかなかの気の利いたアイデアもみられるだろう」、「記事の作風は、若々しく熱狂的なものから洗練されたものまで幅広く、TSRの最新モジュールのいくつかと比べても...レイアウトや図表の品質は遜色ない」と結論づけた。

## パイゾ／ポリヘドロン時代
2002年の末に、主力事業とは関係のない投機的事業から資金を引き揚げるためのウィザーズ・オブ・ザ・コーストによる戦略の一環として、パイゾ・パブリッシングはダンジョン 、ドラゴン 両誌の出版権を獲得した。
90号（2002年1月）から111号（2004年6月）まで、ロールプレイングゲームアソシエイションの月刊会報ポリヘドロン は、ダンジョン誌に組み込まれ、単一の雑誌となった。ポリヘドロン 節の多くは、ファンタジー以外のジャンルの、完成済みのd20システム用ミニゲームが掲載されていた。
2004年9月に114号から、編集長エリック・モナは構成を変更し、ポリヘドロン 節の掲載を中止し、ダンジョンズ&ドラゴンズ だけに集中することとした。各号に3つのアドベンチャー（低、中、高レベル用に各1つ）の掲載に加え、毎年のいくつかの号には有用な記事―一般的には、その号に掲載されたアドベンチャーのセッティングに関するさらなる詳細情報―が掲載された（以前には、ダンジョン にはモジュール以外の特集記事はほとんど全く掲載されなかった）。多くの号ではアドベンチャーと記事の後に、3ページのコラムである「ダンジョンクラフト」―その時点ではモンテ・クックが執筆―や、様々な主題に関する短いいくつかの記事をまとめて紹介する「キャンペーン・ワークブック」のコーナーが掲載されていた。
2007年4月18日、ウィザーズ・オブ・ザ・コーストは、その年の9月でパイゾによるダンジョン の出版が終了することを発表したウィザーズ・オブ・ザ・コーストにおけるダンジョンズ&ドラゴンズ のシニア・ブランド・マネージャーであるスコット・ラウスは「今日、人々はこの種の情報を入手するためにインターネットを活用している。オンラインモデルに移行することにより、世界中のファンに利用して貰うことができる」と表明した。

## ダンジョン・オンライン
2008年6月のダンジョンズ&ドラゴンズ 第4版の発売と同時に、ウィザーズ・オブ・ザ・コーストはダンジョン とドラゴン 両誌のオンライン版が収録された、加入者のみが利用できるウェブサイトを稼働させ始めた。この新たな形式で、ダンジョンマスター(DM)のための情報と助言に関する記事と同様に、様々な長さとレベルのアドベンチャーを提供する方針は維持された。「ダンジョンクラフト」のような主要なコラム（現在はジェームズ・ワイアットが執筆）は残され、以前のドラゴン 誌に掲載されていたようなDMを対象とした（「セイブ・マイ・ゲーム」のような）記事がダンジョン をDMのための「総合ショップ」とするために移入された。また、スクリーン上で記事とアドベンチャーをより読みやすくするために横長書式に移行し、コンテンツは毎日公開され、月毎にPDFファイルにまとめられた。2011年5月の時点で、ウィザーズ・オブ・ザ・コーストは毎月1つの号にまとめる編集を中止し、記事を1つずつの形式で残すことを決定した。

## アドベンチャー・パス
2003年から現在までのダンジョン 誌の注目に値する特色として、「アドベンチャー・パス」と呼ばれる、断続的に掲載される連続アドベンチャーの活用が挙げられる。これらはプレイヤーキャラクターのグループを彼らの冒険履歴のまさに最初期（1レベル）からエピックレベル（20レベルとそれ以上）まで導くためにデザインされた。4つのアドベンチャー・パス―シャックルド・シティ 、エイジ・オブ・ウォームス 、サベージ・タイド 、スケールズ・オブ・ウォー ―が発表された。それに加え、これらの後の号では、いくつかの短いキャンペーン系列（概して3部構成）と、時折様々な拡張可能なアドベンチャーのシリーズや寄り道的なアドベンチャーが掲載された。シャックルド・シティ アドベンチャー・パスは、後に様々な改正と訂正、新たな背景情報、シリーズ開始直後の欠落を埋める特典アドベンチャーが追加され、ハードカバー本として出版された（2005年8月）。

## 表彰

### 受賞
- 1990年：オリジン賞　1989年最優秀アドベンチャーゲーム商業雑誌[14][15]
- 1991年：オリジン賞　1990年最優秀アドベンチャーゲーム商業雑誌[14][16]
- 2002年：エニー賞　最優秀補助製品／アクセサリー[17]
- 2005年：エニー賞 for 最優秀カートグラフィ地図作成（「ワールド・マップ・オブ・グレイホーク」、118-121号）、 最優秀アドベンチャー（「マウレ・キャッスル」、112号）、最優秀補助製品／アクセサリー（ダンジョン 誌)、最優秀無料製品／ウェブ・エンハンスメント（地図とハンドアウト、114-122号）[18][19]
- 2006年：エニー賞　最優秀地図作成、最優秀アドベンチャー、最優秀キャンペーン設定／設定サプリメント（シャックルド・シティ アドベンチャー・パス);最優秀無料製品／ウェブ・エンハンスメント(エイジ・オブ・ウォームス オーバーロード）[20]
- 2007年：オリジン賞　2006年最優秀フィクション出版物[14]
- 2007年：エニー賞　最優秀無料製品（サベージ・タイド プレイヤーズ・ガイド)[21]

### ノミネート
- 2006年：オリジン賞　2005年最優秀ロールプレイングゲーム・サプリメント（シャックルド・シティ ハードカバー本)
- 2006年：エニー賞　最優秀製品価値、最優秀d20／d20 OGL製品、最優秀製品（シャックルド・シティ アドベンチャー・パス）[20]
- 2007年：オリジン賞　2006年最優秀フィクション出版物[22]
- 2007年：エニー賞　最優秀アドベンチャー（エイジ・オブ・ウォームス アドベンチャー・パス）[21]